# De betoverde spiegel
Tom Poes en de betoverde spiegel of kortweg De betoverde spiegel is het vijftiende verhaal uit de Bommelsaga, geschreven en getekend door Marten Toonder. Het verhaal verscheen voor het eerst op 12 december 1942 en liep tot 25 februari 1943.
Het thema is een doorleefd sprookje uit Duizend-en-een-nacht.

## Samenvatting
Heer Bommel en Tom Poes zijn na hun vorige avontuur in een onbekende haven aan land gegaan en zoeken een slaapplaats. Ze belanden in een paleis, dat door toedoen van Heer Bommel verdwijnt. Het blijkt een toverpaleis te zijn, met daarin een toverspiegel. Heer Bommel kijkt er in en daardoor stapt zijn evenbeeld uit de spiegel. Helaas heeft hij ook het omgekeerde karakter van Heer Bommel, en ze maken meteen ruzie. De eigenaar van het kasteel is door een tovenaar in een vogel veranderd. Uiteindelijk weet Heer Bommel zijn spiegelbeeld te verslaan en wordt de eigenaar verlost van zijn betovering. Hij is zeer dankbaar, maar opvallend genoeg vindt Heer Bommel dat Tom Poes alle eer toekomt.